# Zinaída Portnova
Zinaída Martýnovna Portnova, más conocida como Zina Portnova (en ruso: Зинаида Мартыновна Портнова/Зина Портнова; 20 de febrero de 1926 – 15 de enero de 1944) fue una partisana soviética, que combatió durante la ocupación nazi de Bielorrusia (1941-1944). En 1958, fue condecorada con el título honorífico de Heroína de la Unión Soviética. Es conocida por haber matado por envenenamiento a más de cien nazis. Traicionada y capturada, disparó al detective que la capturó e intentó huir, siendo posteriormente capturada y asesinada por las tropas de ocupación nazis.

## Biografía
Zinaída Portnova nació en Leningrado el 20 de febrero de 1926 en una familia bielorrusa de clase trabajadora. Su padre trabajaba en la Fábrica Kírov. En 1941, siendo estudiante de séptimo curso en la escuela n.º 385 de Leningrado, se fue a la casa de su abuela en la región de Vítebsk. No mucho tiempo después, la Alemania nazi invadió la Unión Soviética. Un incidente con las tropas nazis, que golpearon a su abuela mientras estaban confiscando el ganado, la llevó a odiar a los alemanes.
En 1942 Portnova se incorporó en el movimiento bielorruso de resistencia, afiliándose en la clandestinidad a la organización local del Komsomol, «Jóvenes Vengadores» (en ruso: Юные мстители) en Óbol (óblast de Vítebsk). Trabajó distribuyendo panfletos en la Bielorrusia ocupada, recogiendo y ocultando armas para los soldados soviéticos e informando sobre los movimientos de las tropas alemanas. Después de aprender a usar armas y explosivos de los miembros más experimentados del grupo, Portnova participó en acciones de sabotaje contra un surtidor, una central eléctrica y una fábrica de ladrillos. Se estima que, como consecuencia de estos actos, murieron más de cien soldados alemanes.
En 1943, Portnova fue contratada como ayudante de cocina en Óbol. En agosto, envenenó los alimentos destinados para la guarnición nazi allí estacionada. Fue considerada sospechosa de inmediato, ante lo cual dijo que era inocente y comió parte de la comida delante de los nazis para mostrarles que no estaba envenenada. Como no enfermó al momento, la liberaron. Sin embargo, enfermó posteriormente con fuertes vómitos, aunque acabó recuperándose tras beber grandes cantidades de suero de leche. Como no volvió al trabajo, los alemanes se dieron cuenta de que era la culpable y se dispusieron a buscarla. Para evitar a los alemanes, Portnova ingresó como exploradora en una unidad de partisanos que llevaba el nombre de Kliment Voroshílov. Ese mismo mes, escribió una carta a sus padres en la que dijo que «juntos, [iban] a vencer a los nazis». En octubre de 1943, Portnova se unió al Komsomol.
En diciembre de 1943 o enero de 1944 Portnova fue enviada de vuelta a Óbol para infiltrarse en la guarnición, descubrir la razón de los recientes fracasos de los Jóvenes Vengadores y, a continuación, localizar y contactar a los miembros restantes. Fue rápidamente capturada. Los informes de su fuga difieren. Uno de ellos dice que, durante un interrogatorio de la Gestapo en el pueblo de Goriany, tomó la pistola que el investigador había dejado sobre la mesa y lo mató. Cuando dos soldados alemanes entraron tras escuchar los disparos, disparó de nuevo contra ellos. A continuación, intentó escapar del complejo y corrió hacia el bosque, donde fue capturada cerca de la ribera de un río.
Otra versión es que el interrogador de la Gestapo, en un ataque de rabia, arrojó su pistola a la mesa después de amenazar a Portnova con dispararla. Ella aprovechó para tomar la pistola y dispararle. Escapó de la habitación, disparó a un guardia en el pasillo, y luego a otro en el patio. Sin embargo, cuando Portnova intentó dispararle a un guardia que le bloqueaba el acceso a la calle, el arma falló y fue capturada.
Portnova fue torturada, posiblemente para obtener información. Posteriormente, fue conducida a un bosque y ejecutada o bien asesinada durante las torturas el 15 de enero de 1944.

## Legado

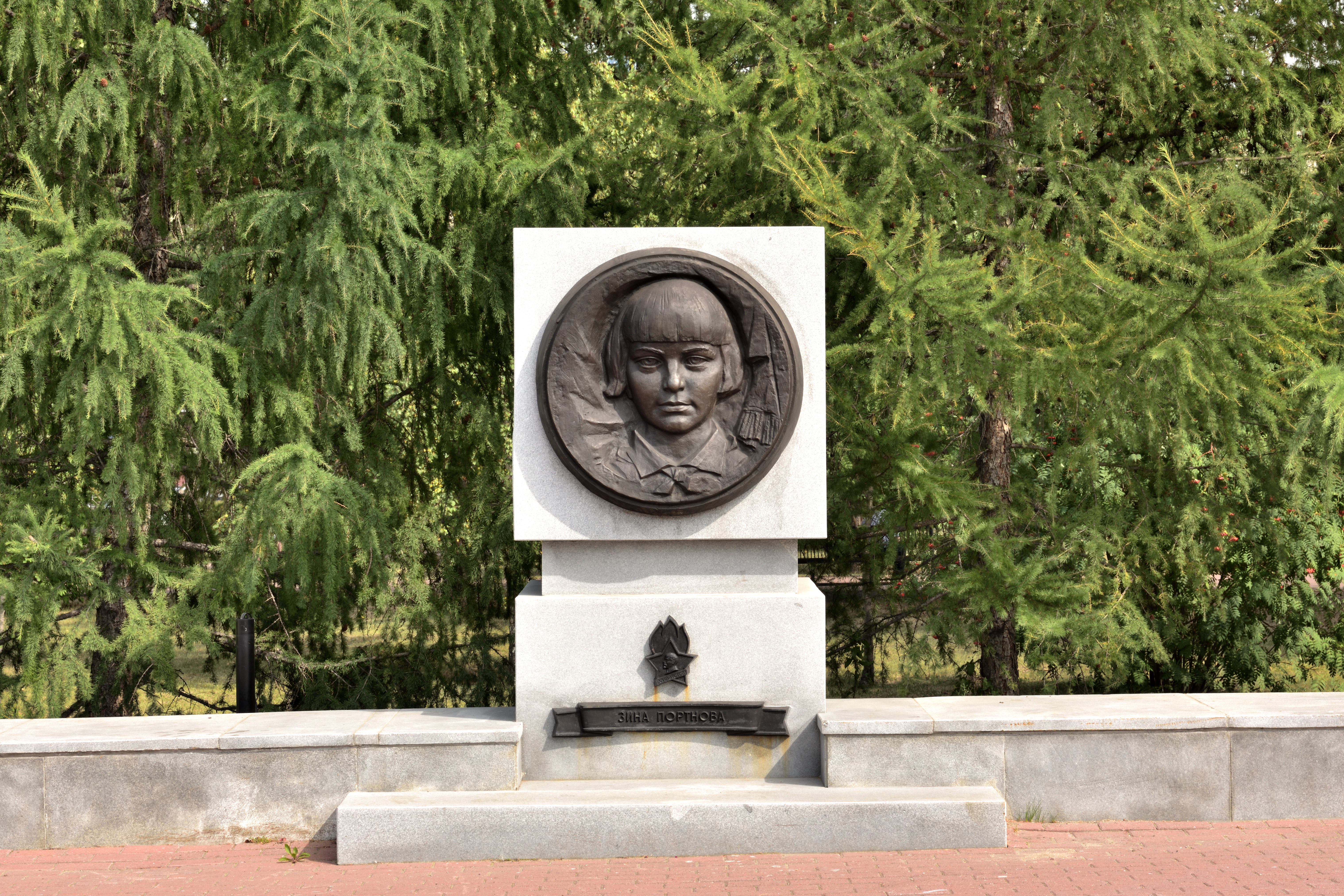
Obelisco en honor de Zina Portnova en el Conjunto histórico y conmemorativo en la plaza de los pioneros-héroes en Cheliábinsk.

El 1 de julio de 1958, Portnova fue declarada a título póstumo Heroína de la Unión Soviética por el Presidium del Sóviet Supremo de la Unión Soviética. También recibió la Orden de Lenin. En 1969, el pueblo de Zuya la homenajeó con una placa conmemorativa. Numerosos grupos de Jóvenes Pioneros fueron nombrados en su honor.
También llevan su nombre muchos equipos escolares, así como el Museo del Komsomol, situado en la carretera entre Pólatsk y Vítebsk, y una escuela en San Petersburgo. Hay dos monumentos dedicados a ella, un busto en Minsk y un obelisco en Óbol.

### Listas relacionadas
- Lista de heroínas de la Unión Soviética